# Rode Jeugd

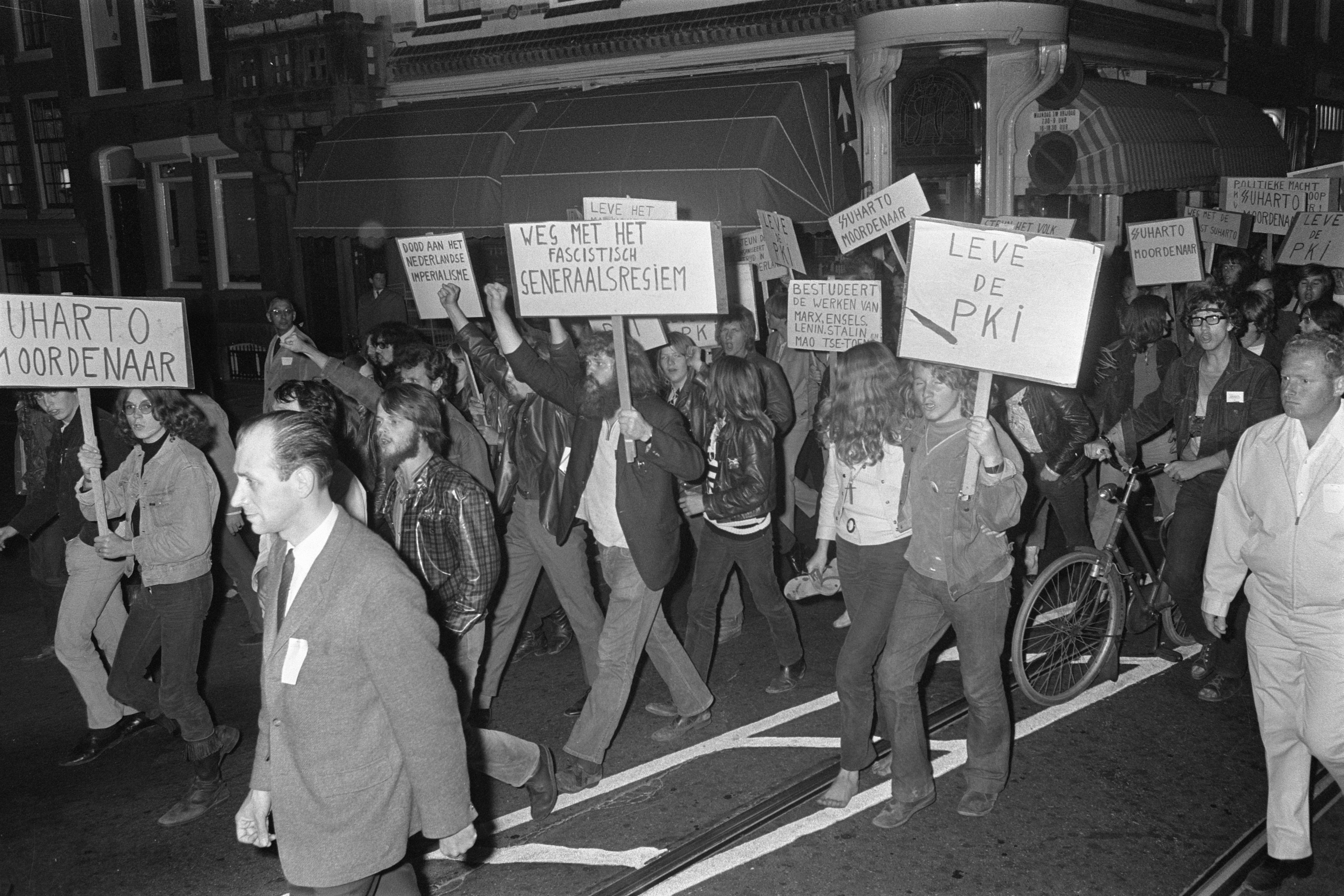
Rode Jeugd met borden en vuisten tijdens een demonstratie (1 september 1970).

De Rode Jeugd was een communistische beweging in Nederland. De geschiedenis van de Rode Jeugd is geboekstaafd in Maarten van Riel, Zaterdagmiddagrevolutie, portret van de Rode Jeugd (2010). De RJ kwam voort uit een groep personen rondom het tijdschrift "De Rode Jeugd" dat in 1966 opgericht was door de pro-Chinese Rode Vlag-beweging. In oktober 1967, relatief kort na het ontstaan, splitste de groep zich van de Rode Vlag beweging af om een eigen organisatie op te richten.
Lucien van Hoesel werd de nationale secretaris van de nieuwe organisatie. Binnen de Rode Jeugd ontwikkelden zich twee stromen. Aan de ene kant stonden de 'terroristen' die de Rote Armee Fraktion als voorbeeld hadden en die via een stadsguerrilla het kapitalisme omver wilden werpen. Aan de andere kant stonden de 'economen' die de nadruk wilden leggen op sociaal-economische veranderingen.
Na het congres van 1971 maakten de 'economen', die zich met name concentreerden in de afdelingen Amsterdam en Kampen, zich vrij van de organisatie om de Rode Jeugd-ML op te richten. De letters ML stonden hierbij voor marxistisch-leninistisch. De afgesplitste 'economen' omschreven de resterende Rode Jeugd als terroristisch en regelrecht fascistisch. De Rode Jeugd-ML fuseerde na het congres van 27 en 28 mei 1972 met de Bond voor Nederlandse Marxisten-Leninisten. Op haar hoogtepunt had de Rode Jeugd tussen de 200-250 leden.
De resterende Rode Jeugd kwam hiermee volledig in handen van aanhangers van de stadsguerrilla. Een kleine groep van 15 personen reisde af naar Zuid-Jemen om daar in een kamp van het Volksfront voor de Bevrijding van Palestina gevechtstraining te volgen, waar de RAF ook kind aan huis was. De groep ontmoette daar enkele Duitse leden van de RAF, die de Nederlanders als onkundige en onwetende beginnelingen behandelden, ongeschikt voor de gewapende strijd. Een van de Rode Jeugd-leden die in het Zuid-Jemense trainingskamp aanwezig geweest zou zijn is de latere GroenLinks-senator Sam Pormes. Hoewel door hemzelf ontkend, oordeelde een commissie van GroenLinks in 2005 dat "er wel voldoende feiten en omstandigheden [zijn] die de aannemelijkheid van zijn deelname kunnen dragen".
Uiteindelijk werd een aantal aanslagen, waaronder bomaanslagen, uitgevoerd, voornamelijk in en om Eindhoven. Bij geen van deze acties vielen echter doden. In september 1972 werd de auto van hoofdcommissaris J. Odekerken van Eindhoven en het huis van de burgemeester Herman Witte van Eindhoven opgeblazen. Van Hoesel werd gearresteerd en veroordeeld tot twee jaar celstraf voor wapenbezit en het in bezit hebben van explosieven.
De Rode Jeugd werd bij het voorbereiden van aanslagen ook 'geholpen' door de Marxistisch-Leninistische Partij van Nederland. In feite was de MLPN een mantelorganisatie van de Binnenlandse Veiligheidsdienst die op deze manier geheime bronnen binnen de groep beschermde. De geplande aanslagen werden vervolgens weer verijdeld.
Onderdeel van de Rode Jeugd was de Rode Hulp, ter ondersteuning van gevangenen en het Rood Verzetsfront, een organisatie die protestacties voerde ter ondersteuning van gevangen RAF-leden en ook bepaalde ondersteuning verleende aan de RAF.

## Politieke lijn
Henk Wubben en Joost van Steenis waren de theoretici van de groep en formuleerden de politieke strategie. Dit was niet de massalijn, die collegamaoïsten van de KEN-ml en SP voorstonden, maar een strategie die voor de Rode Jeugd een duidelijke voorhoederol voorzag. Zij leverden ook de theoretische rechtvaardigingsgronden voor het gebruik van geweld. Mao had namelijk gesteld dat "de revolutie geen naaikransje was" en Friedrich Engels had gezegd "Geweld is de vroedvrouw van iedere maatschappij die zwanger gaat van een andere".
Halverwege de jaren 70, nadat de Rode Jeugd zonder Henk Wubben en Joost van Steenis was opgegaan in de Rode Hulp, was er van ideologie nauwelijks meer sprake en werd er weinig meer aan Marxistisch-Leninistische scholing gedaan. Voor de Rode Hulp waren de belangrijkste teksten die van de RAF met rants gericht tegen de kapitalistische machthebbers en hun handlangers bij politie en justitie. De politieke lijn veranderde van maoïsme in nihilisme: vernietiging van het systeem, ontmaskeren van de staat, oorlog tegen het kapitalistische onderdrukkingsapparaat. Het favoriete analytische instrument van de groep werd de complottheorie: de politiek zou achter de schermen werken aan een nationale, Europese en wereldwijde politiestaat. De discussies werden existentieel en pragmatisch van karakter (hoe pakken we de strijd precies aan?). Actievoeren kon, naar bleek, ook zonder ideologische ballast.
De Rode Hulp maakte deel uit van een landelijke koepel van verwante actiegroepen, het Landelijk Kaderoverleg (LKO) waarbij onder andere Rood Front, allerlei actiegroepen uit onder meer Groningen, Tilburg, Wageningen, Eindhoven en Nijmegen alsmede actiecomités uit de Rotterdamse haven aangesloten waren.
Directe radicale actie (in plaats van revolutie) was voortaan het parool.

## Explosie Quellijnstraat Amsterdam, juni 1980
Op het adres Quellijnstraat 64 in de Amsterdamse buurt De Pijp vond op 16 juni 1980 een explosie plaats in de woning van Henk Wubben, destijds nog de landelijk secretaris van de Rode Jeugd, en zijn vriendin Cisca Brakenhoff. Deze explosie die het gehele pand verwoestte zou een gevolg zijn geweest van een ongelukje bij het bereiden van bommetjes, suggereerde de politie.
In 1983 werd Wubben tot een jaar gevangenisstraf veroordeeld, omdat op een "onderduikadres" van hem twee pistolen en ‘explosieve mengsels’ waren gevonden. Het Openbaar Ministerie wilde hem ook de explosie in de Quellijnstraat in de schoenen schuiven en had anderhalf jaar gevengenisstraf geëist. In januari 1985 werd hij veroordeeld tot een gevangenisstraf van een half jaar, vanwege overtreding van de Wapenwet, maar van de explosie werd hij in hoger beroep door het Gerechtshof vrijgesproken.